# Vi är inte längre där (Sista åren med Kent)
Vi är inte längre där (Sista åren med Kent) är en SVT-dokumentärfilm som visades i två delar mellan 26 december-27 december 2016 om musikgruppen Kent.
I dokumentären uppgav sångaren Jocke Berg att en anledning till att bandet skulle sluta var kändisskapets baksidor och nämnde en paparazzibild på honom tillsammans med sin son. Berg hade i dokumentären nämnt att bilden var tagen av Expressen vilket ledde till att Kent-fans kritiserade tidningen i sociala medier och Aftonbladet lyfte fram uttalandet i en artikel. Det visade sig att SVT inte hade kontrollerat uppgifterna före sändning och Expressen kunde efter egna efterforskningar visa att bilden var tagen av Aftonbladets frilans-paparazzi och därefter publicerats i Aftonbladets kändisbilaga Klick år 2008. Expressen krävde att SVT klippte om dokumentären, vilket också skedde. Expressens chefredaktör Thomas Mattsson efterfrågade mer källkritik.